# Voice of Baceprot
A Voice of Baceprot (rövidítve: VoB) indonéz metal zenekar.

## Története
2014-ben alakultak meg Garut-ban. Zenei hatásukként a jól ismert Slipknot, Rage Against the Machine és Lamb of God zenekarokat tették meg. Nu metal, funk-metal, thrash metal, progresszív metal és rap-metal műfajokban játszanak. Az együttest három muszlim tinédzser lány alkotja, és a zenetanáruk a menedzserük. Eddig még egy albumot sem jelentettek meg, de nagy álmuk, hogy világszerte koncertezzenek, többek között az Egyesült Államokban és Angliában. Muszlim származásúak miatt a többi muszlim nem nézi jó szemmel a működésüket, de sokan támogatják a feltörekvő csapatot.

## Tagok
- Firdda Kurnia - ének, gitár
- Euis Siti Aisyah - dobok
- Widi Rahmawati - basszusgitár